# Катя фон Гарньє
Катя фон Гарньє (нім. Katja von Garnier; нар. 15 грудня 1966, Вісбаден, Німеччина) — німецька кінорежисерка.

## Життєпис
З 1989 по 1994 рік навчалася в Університеті телебачення і кіно Мюнхена. Її фільм-практику 1993 року «Макіяж!» показали в кінотеатрах по всій Німеччині і він зібрав 1,2 мільйона глядачів. Проєкт відкинули кілька продюсерів, які не вірили, що годинний фільм може мати комерційний успіх.
Фільм 1997 року «Бандити» з Катею Ріманн у головній ролі також мав комерційний успіх і став володарем Гранпрі 10-го Міжнародного фестивалю фантастичного кіно «Юбарі», що відбувся в лютому 1999 року.
У 1999 році була членом журі 49-го Берлінського міжнародного кінофестивалю.
У 2002 році вона вперше зняла фільм у США. Фільм «Ангели із залізними щелепами» про жіночий рух за виборчі права зняла компанія HBO Films і він вийшов на екрани 2004 року.

## Фільмографія
- 1989 — Tagtrauma
- 1991 — Lautlos
- 1993 — Abgeschminkt!
- 1997 — Denk ich an Deutschland… (Episode Kix?)
- 1997 — Бандити
- 2002 — Ангели із залізними щелепами
- 2004 — Alice Paul — Der Weg ins Licht (Iron Jawed Angels)
- 2006 — Blood and Chocolate
- 2013 — Східний вітер
- 2015 — Scorpions — Forever and a Day (Der Scorpions-Film, Musikdokumentation)
- 2015 — Східний вітер 2
- 2017 — Східний вітер 3: Спадщина Ори
- 2021 — Fly

## Нагороди
- Баварська кінопремія (1993, найкращий новий режисер[8]);
- Премія Ернста Любіча (1994)[9].
- дитяча медіапремія «Білий слон» (2013) — за фільм «Східний вітер».